# 애기수달뒤쥐속
애기수달뒤쥐속(Micropotamogale)는 수달을 닮은 작은 텐렉 속의 하나이다. 서부 아프리카 우림의 강가 서식지에서 발견된다. 수생 동물과 곤충을 포식한다. 마다가스카르섬 텐렉과 가장 가까운 아프로테리아 포유류지만, 땃쥐류 또는 수달과는 관련이 없다.

## 하위 종
2종을 포함하고 있다.
- 님바수달뒤쥐 (M. lamottei)
- 루웬조리수달뒤쥐 (M. ruwenzorii)